# Khelonísi
Khelonísi är en ö i Grekland. Den ligger i den södra delen av landet, 210 km sydväst om huvudstaden Aten.